# Mahabubabad (Distrikt)
Der Distrikt Mahabubabad (Telugu మహబూబాబాదు జిల్లా, Urdu محبوب آباد ضلع) ist ein Verwaltungsdistrikt im südindischen Bundesstaat Telangana. Verwaltungssitz ist die namensgebende Stadt Mahabubabad.

## Geographie
Der Distrikt liegt südöstlich-zentral in Telangana in der Hochebene des Dekkan. Die angrenzenden Distrikte sind Mulugu im Norden, Bhadradri Kothagudem im Osten, Khammam im Süden, Suryapet im Südwesten, Jangaon in einem kleinen Abschnitt im Westen sowie Warangal im Nordwesten.

## Geschichte
Seit dem Jahr 1726 gehörte das Gebiet Telanganas zum neu entstandenen Staat Hyderabad, der ab 1800 in einem Abhängigkeitsverhältnis zur Britischen Ostindien-Kompanie (später zur britischen Krone) stand und der 1948 in das unabhängig gewordene Indien integriert wurde. 1956 kam Telangana mit dem States Reorganisation Act zum Bundesstaat Andhra Pradesh, bis es 2014 ein eigener Bundesstaat wurde. Am 11. Oktober 2016 erfolgte eine neue Distrikteinteilung, wobei 21 neue Distrikte, darunter auch Mahabubabad eingerichtet wurden. Der Distrikt wurde aus Teilen der alten Distrikte Warangal und Khammam gebildet. Der Distrikt erhielt seinen Namen von der Distrikthauptstadt Mahabubabad, deren Telugu-Name ursprünglich Manukota (మానుకొట) bzw. Mranukota lautete, mit der Bedeutung „Befestigter Platz aus Holz“. Später wurde der Ort nach Mahbub Ali II Khan (Asaf Jah VI.), dem 1869 bis 1911 herrschenden Nizam von Hyderabad, umbenannt bzw. transformiert.

## Demografie
Bei der Volkszählung 2011 hatte der spätere Distrikt 774.549 Einwohner. Die Bevölkerungsdichte lag mit 269 Einwohnern pro km² unter dem Durchschnitt Telanganas (312 Einwohner/km²) und der Urbanisierungsgrad war mit 9,86 % sehr gering (Durchschnitt Telanganas: 38,88 %). Das Geschlechterverhältnis war mit 388.058 Männern auf 386.491 Frauen annähernd ausgeglichen. Die Alphabetisierungsrate lag mit 57,13 % (Männer 66,52 %, Frauen 47,81 %) sehr deutlich unter dem Mittelwert Telanganas (66,54 %) und unter dem Durchschnitt Indiens (74,04 %). 13,49 % der Bevölkerung (104.508) gehörten zu den Scheduled Castes und 37,80 % (292.778) zu den Scheduled Tribes. Die Stammesbevölkerung gehört überwiegend zur Ethnie der Banjara (auch Gor, Lambadi).

## Wirtschaft
Der Distrikt ist landwirtschaftlich geprägt. Nach offizieller Statistik 2011 waren 407.484 Personen erwerbstätig (215.413 Männer, 192.071 Frauen), von denen 122.597 als Bauern und 204.458 als Landarbeiter arbeiteten. Es gab 136.825 landwirtschaftliche Betriebe, von denen 87.682 als „marginal“ (d. h. unter 1 ha Größe) klassifiziert wurden. Von 126.654 ha bebautem Land (Mehrfachzählung bei mehreren Ernten) wurden 85.560 ha im Bewässerungsfeldbau bewirtschaftet. Hauptsächlich angebaut wurden Baumwolle (36.495 ha), Reis (39.461 ha), Mais (12.961 ha), Mungbohnen (green gram, 8876 ha), Paprika (11.728 ha), Kurkuma (4447 ha) und Straucherbsen (red gram, 1608 ha).

## Besonderheiten
Im Mandal Kuravi liegt der Veerabhadra-Swamy-Tempel, dessen Anfänge auf etwa das Jahr 900, d. h. die Zeit der Chalukya-Dynastie, zurückgehen sollen. Eine Natursehenswürdigkeit, die während der Monsunszeit am eindrucksvollsten ist, ist der Bheemuni-Paadam-Wasserfall im Mandal Gudur.